# EUR.1
EUR.1 ist die Formular-Bezeichnung für eine Warenverkehrsbescheinigung, welche im internationalen Handelswarenverkehr eingesetzt wird.
Die Anwendung dieses Formulars basiert auf der Anwendung diverser bi- und multilateraler Abkommen innerhalb des paneuropäischen Präferenzsystems (den Freihandelsabkommen also z. B. EU-EFTA/EU-Mexiko/EU-Israel/u. v. a.).
Die EUR.1 wird auch als Ursprungszeugnis im außenwirtschaftsrechtlichen Sinne anerkannt.

## Anwendung
In den Freihandelsabkommen werden Waren definiert, welche zu tieferen Zollsätzen oder auch gänzlich zollfrei eingeführt werden können, unter der Bedingung, dass sie in einem Vertragsland vollständig hergestellt wurden oder so weit bearbeitet wurden, dass sie den Ursprungsprodukten gleichgestellt werden dürfen. Dazu gibt es von den Zollverwaltungen sehr umfangreiche und detaillierte Vorschriften je Produktgruppe, ab wie viel Prozent der Bearbeitung diese Gleichstellung gilt.
Um bei einer Zollabfertigung den Ursprung nachzuweisen und so vom (ermäßigten) Präferenzzollsatz profitieren zu können, muss der zuständigen Behörde (Zollverwaltung) eine Warenverkehrsbescheinigung, kurz EUR.1, übergeben werden, in welcher der Hersteller den Ursprung der Waren bescheinigt.

## Ausnahmen
Anstelle einer Warenverkehrsbescheinigung (EUR.1) kann vom Hersteller oder Versender der Waren auch eine Ursprungserklärung (UE) auf der (Handels-)Rechnung vermerkt werden. Der exakte und absolut einzuhaltende Wortlaut ist (je Land) vorgeschrieben.
Allerdings gilt dies nur bis zu einer Wertgrenze von 6.000 Euro oder 10.300 CHF, es sei denn, es handelt sich um einen in seinem Land bei der zuständigen Behörde (normalerweise die Zollverwaltung) eingetragenen Versender (= ermächtigter Ausführer).
Der ermächtigte Ausführer kann auch Warensendungen mit einer höheren Wertgrenze ohne das EUR.1-Formular versenden und versieht die (Handels-)Rechnung lediglich wieder mit einer im Wortlaut vorgeschriebenen Ursprungserklärung (UE).
Diese Möglichkeiten bestehen nur, wenn sie in den jeweiligen Abkommen auch erwähnt ist.

## Lieferantenerklärung
Der Aussteller einer Warenverkehrsbescheinigung oder einer Ursprungserklärung muss in der Lage sein, die Ursprungseigenschaften der Waren bei einer allfälligen Nachkontrolle nachzuweisen. Dies geschieht bei eigener Herstellung nach den Kriterien der Verarbeitungsliste oder bei Handelsware mit Hilfe einer so genannten Lieferantenerklärung.